# Евале (футбольний клуб)
Евале Футебол Клубе або просто ФК «Евале» (порт. Evale Futebol Clube) — професіональний ангольський футбольний клуб з міста Евале, в провінції Кунене.

## Історія клубу
Футбольний клуб «Евале» був заснований в провінції Кунене в 14 липня 2009 року та зіграв свій перший товариський матч з невідомим клубом, але його перша участь в національних турнірах була в 2012 році в Гіраболі, в якому команда посіла четверте місце, що стало справжньою сенсацією того розіграшу. Вони в даний час грають в Гіра Анголі, другого дивізіону Анголи після того, як перемогли в чемпіонаті провінції Кунене. Команда грає домашні матчі на стадіоні «Ештадіу Муніципал душ Кастільйуш» в місті Евале, в столиці провінції Кунене.

## Досягнення
- Чемпіонат провінції Кунене
  -  Чемпіон (1): 2012

- Гіра Ангола Серія B
  -  Срібний призер (1): 2014

## Статистика виступів у національних чемпіонатах
| 2012 ГА B | 2013 ГА B | 2014 ГА B |
|           |           |           |
|           |           | 2-ге      |
|           |           |           |
|           |           |           |
| 5-те      | 5-те      |           |
|           |           |           |
|           |           |           |
|           |           |           |
|           |           |           |
|           |           |           |
|           |           |           |

Примітка: ГА = Гіра Ангола (другий дивізіон)

## Відомі тренери
| Абель да Консейсау     | 2012 |
| Педру Антоніу "Куісса" | 2014 |